# Rugvinkathaaien
Rugvinkathaaien (Proscylliidae) zijn een familie van grondhaaien die bestaat uit 3 geslachten en 7 soorten.

## Geslachten
Binnen de familie van rugvinkathaaien zijn de volgende geslachten te onderscheiden:
- Ctenacis Compagno, 1973
- Eridacnis Smith, 1913
- Proscyllium Hilgendorf, 1904

Atelomycteridae · Dichichthyidae · Gladde haaien (Triakidae) · Hamerhaaien (Sphyrnidae) · Kathaaien (Scyliorhinidae) · Pentanchidae · Requiemhaaien (Carcharhinidae) · Rugvinkathaaien (Proscylliidae) · Tijgerhaaien (Galeocerdonidae) · Valse kathaaien (Pseudotriakidae) · Voeldraadhondshaaien (Leptochariidae) · Wezelhaaien (Hemigaleidae)